# Šarengrad
Šarengrad je naselje na Hrvaškem, ki upravno spada pod mesto Ilok Vukovarsko-sremske županije, v preteklosti pa je bil del Srema.

## Opis
Naselje vaškega značaja se nahaja na južni obali reke Donave, na vinorodnih pobočjih Fruške gore. K naselju je od nekdaj spadal tudi 9 km2 velik istoimenski otok na Donavi, ki pa je po Hrvaški osamosvojitveni vojni ostal pod srbsko okupacijo.

## Znamenitosti
Šarengradska trdnjava, danes v ruševinah, je bila nekoč pomembna strateška točka, saj je varovala prehode ob reki Donavi, tudi v smeri proti Iloku. Že v obdobju Rimskega cesarstva je bila na tej lokaciji pomembna vojaška opazovalnica, s katere so nadzorovali promet po Donavi in severno mejo. Kasnejša zgodnjesrednjeveška utrdba je bila uničena med vpadi Mongolov, v 13. stoletju, leta 1242.

## Demografija
| Pregled števila prebivalcev po letih | Pregled števila prebivalcev po letih | Pregled števila prebivalcev po letih | Pregled števila prebivalcev po letih | Pregled števila prebivalcev po letih | Pregled števila prebivalcev po letih | Pregled števila prebivalcev po letih | Pregled števila prebivalcev po letih | Pregled števila prebivalcev po letih | Pregled števila prebivalcev po letih | Pregled števila prebivalcev po letih | Pregled števila prebivalcev po letih | Pregled števila prebivalcev po letih | Pregled števila prebivalcev po letih | Pregled števila prebivalcev po letih |
| ------------------------------------ | ------------------------------------ | ------------------------------------ | ------------------------------------ | ------------------------------------ | ------------------------------------ | ------------------------------------ | ------------------------------------ | ------------------------------------ | ------------------------------------ | ------------------------------------ | ------------------------------------ | ------------------------------------ | ------------------------------------ | ------------------------------------ |
| 1857                                 | 1869                                 | 1880                                 | 1890                                 | 1900                                 | 1910                                 | 1921                                 | 1931                                 | 1948                                 | 1953                                 | 1961                                 | 1971                                 | 1981                                 | 1991                                 | 2001                                 |
| 1265                                 | 1484                                 | 1424                                 | 1558                                 | 1489                                 | 1472                                 | 1392                                 | 1448                                 | 1349                                 | 1622                                 | 1443                                 | 1357                                 | 1106                                 | 1005                                 | 838                                  |